# نيليا هنتر
نيليا هانتر بايدن (28 يوليو 1942 - 18 ديسمبر 1972)، معلمة أمريكية والزوجة الأولى لجو بايدن، الرئيس السادس والأربعين للولايات المتحدة، توفيت في حادث سيارة عام 1972 مع ابنتها نعومي البالغة من العمر عامًا واحدًا، وأصيب ابناهما بو وهنتر بجروح خطيرة لكنهما نجَوَا من الحادث. حدثت وفاتها بعد ستة أسابيع من انتخاب زوجها لمجلس الشيوخ الأمريكي.

## حياتها المبكرة
ولدت نيليا هانتر في 28 يوليو 1942 في سكانيتيليس نيويورك لأبوين هما لويز (1916-1992) وروبرت هانتر (1914-1990)، وكانا من أتباع المذهب المشيخي. كان لدى نيليا شقيقان، جون ومايكل (1950-2023). التحقت بمدرسة بن هول، وهي مدرسة داخلية ثانوية في تشامبرزبرج، بنسلفانيا. كانت نشطة في نادي اللغة الفرنسية بالمدرسة، والهوكي على الجليد، والسباحة، ومجلس الطلاب. بعد المدرسة الثانوية، التحقت بجامعة سيراكيوز وكانت معلمة في منطقة مدرسة مدينة سيراكيوز. كما عملت كمعلمة لغة إنجليزية في مدرسة بيلفيو في سيراكيوز، نيويورك. وكانت تربطها صلة قرابة بعضو مجلس مدينة أوبورن السابق روبرت هانتر.

## وفاتها
في 18 ديسمبر 1972، وبعد وقت قصير من انتخاب جو بايدن كعضو في مجلس الشيوخ الأمريكي، كانت زوجته نيليا تقود سيارتها مع أطفالهما الثلاثة غربًا على طريق فالي الريفي في هوكسين بولاية ديلاوير. وعند التقاطع مع طريق ديلاوير 7 (طريق الحجر الجيري) انحرفت سيارتهم أمام مقطورة جرار متجهة شمالًا واصطدمت بها. حددت الشرطة أن نيليا كانت تقود سيارتها في مسار مقطورة الجرار. نجا سائق الشاحنة (كيرتس سي. دان 33 عامًا) من أفونديل بنسلفانيا دون إصابة خطيرة وتوفي في عام 1999. نقل جميع ركاب السيارة الأربعة إلى مستشفى ويلمنجتون العام، حيث أعلن عن وفاة نيليا وناعومي عند وصولهما، بينما عولج بو وهنتر من إصابات خطيرة متعددة. بعد أسبوعين من الحادث، أدى جو بايدن اليمين الدستورية في مجلس الشيوخ في المستشفى الذي كان يتلقى فيه بو وهنتر العلاج. دُفنت نيليا وناعومي في كنيسة سانت جوزيف في مقبرة برانديواين في جرينفيل بولاية ديلاوير.